# Портела (Лореш)
Портела (порт. Portela) — район (фрегезия) в Португалии, входит в округ Лиссабон. Является составной частью муниципалитета Лореш. Находится в составе крупной городской агломерации Большой Лиссабон. По старому административному делению входил в провинцию Эштремадура. Входит в экономико-статистический субрегион Большой Лиссабон, который входит в Лиссабонский регион. Население составляет 11 809 человек на 2011 год. Занимает площадь 0,95 км².
Покровителем района считается Иисус Христос (порт. Cristo-Rei).

## История
Район основан в 1986 году.

## Демография

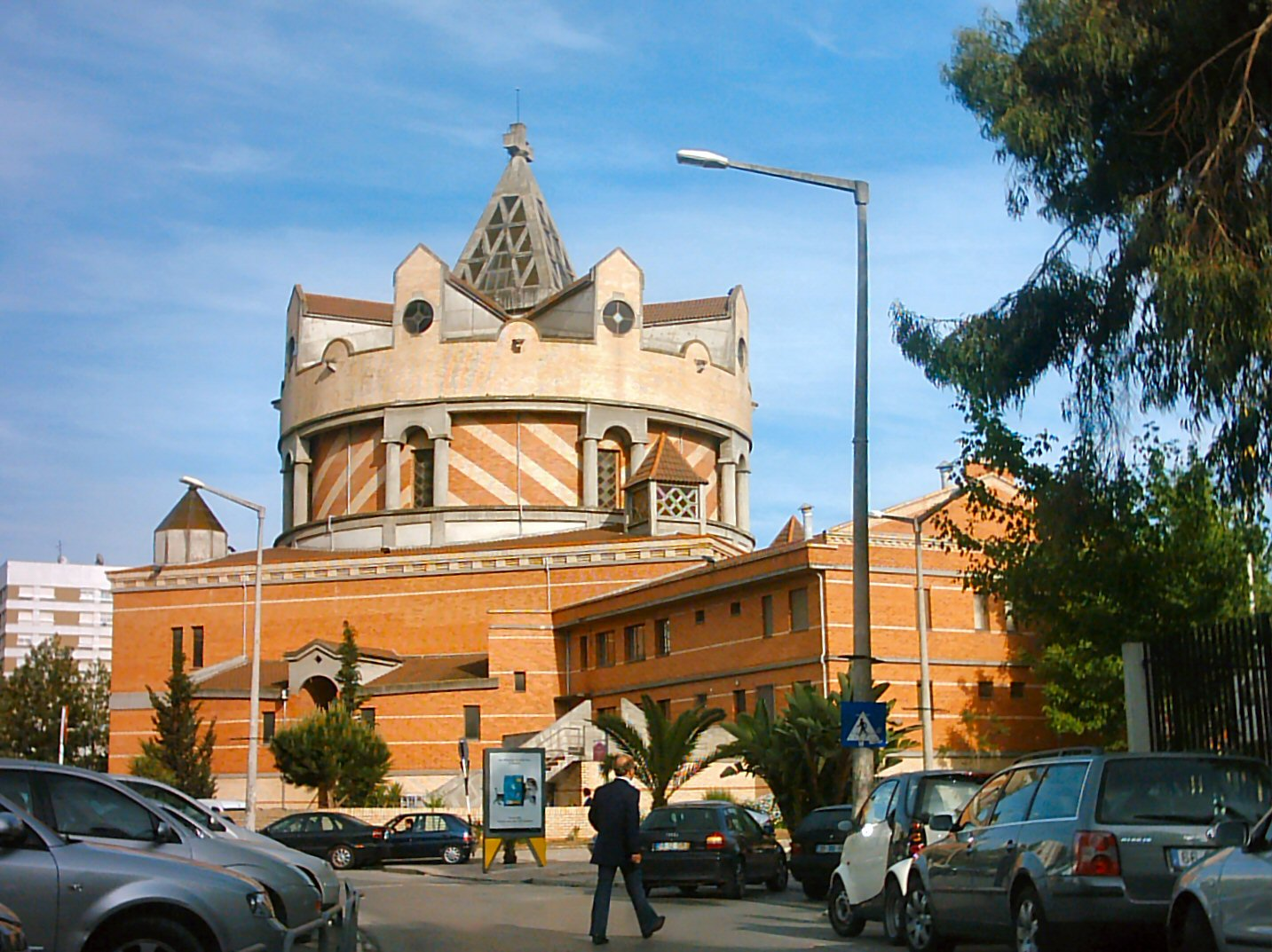
Собор

| Численность населения муниципалитета по годам | Численность населения муниципалитета по годам | Численность населения муниципалитета по годам |
| --------------------------------------------- | --------------------------------------------- | --------------------------------------------- |
| 1991                                          | 2001                                          | 2011                                          |
| 16 740                                        | 15 441                                        | 11 809                                        |